# 解放出版社
株式会社解放出版社（かいほうしゅっぱんしゃ）は、大阪市港区にある出版社である。1975年、部落解放研究所（現・部落解放・人権研究所）の出版部門が独立する形で発足した。
部落問題以外にもマイノリティが抱える問題を扱った書籍の出版も行っている。かつて部落解放新書という叢書を刊行していた。

## 出版物
- 月刊誌 『部落解放』

## 所在地
- 本社 〒552-0001　大阪市港区波除四丁目1-37 HRCビル3F
- 東京事務所 〒113-0033　東京都文京区本郷一丁目28-36　鳳明ビル102A

## 裏金問題
1990年頃、解放出版社の事務局長が理事長の指示を受け、パートナーの女性編集者の協力のもとに架空印税を計上して裏口座に2000万円以上の裏金を貯め込み、1000万円近くを私費していたことがある。このとき、部落解放同盟中央本部執行委員の指示で揉み消し工作が行われ、関係者は法的責任を免れた。この処置を事務局長の後任者の小林健治は「反差別社会運動団体・部落解放同盟の精神的基調からは、当然の温情的で配慮のある処置であった」と賞賛している。
その後、2014年秋にも同様の裏金作りが発覚し、関係者2名が解雇される出来事があった。この時は調査委員会が当事者の責任を追及し、着服金全額を弁済させたが、やはり刑事告訴は行われなかった。しかし小林は、この事件について、逆に調査委員会側を非難し「ギスギスした、守られもしないコンプライアンスを声高に叫び、組織の浄化を訴える裏で、憎しみを抱き、検察的態度と手法で、職員の間の信頼とキズナを断ち切ることに狂奔する、上位下達の小市民的官僚組織に成り下がった運動体に、未来はあるのか」と嘆いている。